# Linia kolejowa Kyjov – Mutěnice
Linia kolejowa Kyjov – Mutěnice (Linia kolejowa nr 257 (Czechy)) – nieczynna jednotorowa, niezelektryfikowana linia kolejowa o znaczeniu regionalnym w Czechach. Łączy Kyjov z Mutěnicami. Przebiega w całości przez terytorium Kraju południowomorawskiego.
Od 2012 roku na jej trasie istnieje ścieżka rowerowa.